# Paulo Mincarone
Paulo Mincarone (Bento Gonçalves, 11 de novembro de 1929 — São Paulo, 25 de julho de 1997) foi um político brasileiro.
Filho do deputado federal Aquiles Mincarone, Paulo foi eleito, em 3 de outubro de 1954, deputado estadual pelo PTB, para a 39ª Legislatura da Assembleia Legislativa do Rio Grande do Sul, de 1955 a 1959. Nas eleições de 1958, disputou uma vaga no Congresso Nacional e foi eleito deputado federal antes de completar 30 anos. Integrante da Frente Parlamentar Nacionalista, apoiou a transferência da capital federal para Brasília durante o Governo Juscelino Kubitschek. Mais tarde, publicaria o livro Escândalo do Minas Gerais, denunciando esquema de corrupção na compra do porta-aviões Minas Gerais durante o governo JK.
Com a renúncia do presidente Jânio Quadros, foi contra a implementação do parlamentarismo no país, manobra que permitiu ao vice-presidente João Goulart assumir, porém com poderes limitados. Vice-líder do PTB na Câmara dos Deputados, defendeu o monopólio estatal do petróleo, o reatamento das relações com países socialistas e a antecipação do plebiscito para definição sobre o sistema de governo nacional. Anteriormente agendado para 1965, a consulta popular ocorreu dois anos antes e reintroduziu o presidencialismo no Brasil.
Reeleito no pleito de 1962, teve seu mandato cassado após o golpe militar de 1964 com base no Ato Institucional número 1 (AI-1). Com o processo de reabertura iniciada pelo general-presidente Ernesto Geisel e o fim do bipartidarismo em 1979, filiou-se ao Partido do Movimento Democrático Brasileiro (PMDB), legenda pela qual voltaria ao Congresso em 1982. Neste mandato, votou a favor da Emenda Dante de Oliveira, que defendia eleições diretas para presidente em 1985. Derrotado o pleito, votou em Tancredo Neves no Colégio Eleitoral de 1985.
Mais uma vez eleito deputado federal em 1986, participou da Assembleia Nacional Constituinte. Como deputado constituinte, votou contra a legalização do aborto, a pena de morte, a estabilidade no emprego e a desapropriação da propriedade privada. Por outro lado, apoiou a jornada de trabalho de 40 horas, o presidencialismo e o mandato de cinco do presidente José Sarney. Tentou voltar à Câmara dos Deputados nas eleições de 1990 e 1994, mas obteve apenas cargos de suplente. Seu filho único, Marcelo Mincarone, disputou uma vaga de deputado estadual no Rio Grande do Sul nas duas ocasiões e também conseguiu somente posição de suplente.
Como desportista, era torcedor do EC Cruzeiro, de Porto Alegre e foi presidente do clube em 1955, sendo substituído por João Severo Recena em 1956.   
Paulo Mincarone morreu em São Paulo no dia 25 de julho de 1997 após reagir a uma tentativa de assalto. De acordo com uma entrevista de Adelmar Sabino no Livro 1988: Segredos da Constituinte, de Luiz Maklouf Carvalho, ele foi assassinado com 5 disparos na cabeça , com o ex funcionário da Constituinte ficando ciente do evento por parte do amigo Luís Eduardo Magalhães.